# Andrés Bello (Miranda)
Pour les articles homonymes, voir Andrés Bello (homonymie).
Andrés Bello est l'une des vingt-et-une municipalités de l'État de Miranda au Venezuela. Son chef-lieu est San José de Barlovento. En 2011, la population s'élève à 20 981 habitants.

## Étymologie
La municipalité est nommée en l'honneur de l'écrivain et humaniste vénézuélien, Andrés Bello (1781-1865).

## Géographie

### Subdivisions
La municipalité est divisée en deux paroisses civiles avec, chacune à sa tête, une capitale (entre parenthèses)
- Cumbo (Cumbo) ;
- San José de Barlovento (San José de Barlovento).